# Teorema de Robertson–Seymour
Na teoria dos grafos, o teorema de Robertson–Seymour (também chamado teorema menor dos grafos) estabelece que os grafos não direcionados, parcialmente ordenados pelo relacionamento do grafo menor, formam um quase-bem-ordenado.